# Dieter Westphal
Dieter Westphal (* 1942) ist ein ehemaliger deutscher Gewichtheber.

## Werdegang
Der Frankfurter Dieter Westphal war eigentlich Ruderer. Im Training der Ruderer kam er auch mit dem Gewichtheben in Berührung, dabei wurde sein großes Talent für diese Sportart entdeckt. Er war aber  schon ca. 25 Jahre alt, als er mit einem speziellen Training für das Gewichtheben begann. Er wog ca. 105 kg und war deshalb ein ausgewachsener Schwergewichtler.
Die ersten Resultate, die von ihm bekannt sind, stammen aus dem Jahre 1967. Er startete damals schon in der Bundesliga-Mannschaft der SG Bornheim und schaffte im olympischen Dreikampf 345 kg. Bereits ein Jahr später steigerte sich in den Mannschaftskämpfen auf 370 kg im olympischen Dreikampf. 1970 erzielte er, inzwischen für die TG Bockenheim startend, im Schwergewicht bereits 425 kg (125-130-170). 1972 nahm er im Schwergewicht erstmals für die aus der Bornheimer TG entstandene Frankfurter TG  an den deutschen Meisterschaften der Senioren teil. Er erzielte dabei im olympischen Dreikampf 500 kg (147,5-152,5-200) und kam damit auf den 5. Platz. Zu diesem Zeitpunkt war aber schon klar, dass nach den Olympischen Spielen 1972 in München aus dem olympischen Dreikampf das Drücken wegfallen wird und dafür ein Zweikampf, bestehend aus Reißen und Stoßen eingeführt wird. Da Dieter Westphal im Drücken schwach, im Reißen und Stoßen aber stark war, war klar, dass er ab 1973 zu den besten deutschen Schwergewichtlern im Zweikampf gehören würde. 
Dies bestätigte sich schon bei den deutschen Meisterschaften 1973, bei denen sich Dieter Westphal mit 347,5 kg den deutschen Meistertitel vor Horst Günter Roersch aus Frankfurt (Main) holte, der ebenfalls 347,5 kg erzielte, aber etwas schwerer war als Westphal. Er wurde dann 1973 auch schon bei der Europameisterschaft in Madrid eingesetzt und gewann dort im Schwergewicht mit 355 kg (155-200) im Zweikampf zwei Bronzemedaillen. Nämlich die im Zweikampf und die im Stoßen. Bei der Weltmeisterschaft 1973 in Havanna erzielte er 350 kg (155-195) und belegte damit im Zweikampf den 7. Platz. Mit den von ihm erzielten 155 kg im Reißen verfehlte er dabei mit einem 4. Platz knapp eine Weltmeisterschaftsmedaille.
Auch 1974 gelangen Dieter Westphal bei den internationalen Meisterschaften hervorragende Platzierungen, wenn er auch Medaillen knapp verpasste. So wurde er bei der Europameisterschaft in Verona mit 360 kg (157,5-202,5) Fünfter und belegte bei der Weltmeisterschaft in Manila mit der gleichen Leistung den 4. Platz. Danach stagnierte Dieter Westpahl, der inzwischen für den VfL Wolfsburg startete, in seiner Leistungsentwicklung, da er als Versicherungskaufmann einem Beruf nachgehen musste und deswegen nicht so viel Zeit zum  Training hatte, wie die meist in der Armee oder sonstigen staatlichen Organen tätigen Gewichtheber aus den damaligen Ostblock-Staaten. 1975 kam er bei der Welt- und Europameisterschaft in Moskau mit 355 kg (155-200) in der Weltmeisterschaftswertung auf den 7. und in der Europameisterschaftswertung auf den 6. Platz. Bei der Europameisterschaft 1976 in Berlin (Ost) erzielte er zwar im Schwergewicht erneut 355 kg (155-200) im Zweikampf, doch reichte diese Leistung dort nur mehr zum 11. Platz. Für die Olympischen Spiele 1976 in Montreal konnte sich Dieter Westphal nicht qualifizieren.
Er beendete deswegen seine Gewichtheber-Karriere, in der er auch noch in den Jahren 1974 bis 1976 deutscher Meister im Schwergewicht geworden war, mit Ablauf des Jahres 1976. Gemessen daran, dass er erst im Alter von fast 25 Jahren mit dieser begonnen hatte, erzielte er noch tolle Erfolge.

## Internationale Erfolge
| Jahr | Platz | Wettbewerb                           | Gewichtsklasse | |
| 1973 | 4.    | Intern. Turnier in Taschkent         | Schwer         | mit 345 kg, hinter Pawel Perwuschin, UdSSR, 392,5 kg, Stefan Grützner, DDR, 362,5 kg u. Kauko Kangasniemi, Finnland, 360 kg                                                                                    |
| 1973 | 3.    | EM in Madrid                         | Schwer         | mit 355 kg (155-200), hinter Pawel Perwuschin, 400 kg (177,4-222,5) u. Helmut Losch, DDR, 362,5 kg (157,5-205), vor Rudolf Strejczek, CSSR, 352,5 kg (155-197,5)                                               |
| 1973 | 7.    | WM in Havanna                        | Schwer         | mit 350 kg (155-195); Sieger: Pawel Perwuschin, 385 kg (170-215) vor Helmut Losch, 370 kg (155-215) |
| 1974 | 5.    | EM in Verona                         | Schwer         | mit 360 kg (157,5-202,5), hinter W. Ustjuschin, UdSSR, 390 kg (162,5-227,5), Walentin Christow, Bulgarien, 387,5 kg (167,5-220), Jürgen Ciezki, DDR, 370 kg (165-205) u. Stefan Grützner, 362,5 kg (160-202,5) |
| 1974 | 4.    | WM in Manila                         | Schwer         | mit 360 kg (157,5-202,5), hinter W. Ustjuschin, 380 kg (167,5-212,5), Jürgen Ciezki, 377,5 kg (165-212,5) u. Juri Saizew, UdSSR, 367,5 kg (160-207,5)                                                          |
| 1975 | 3.    | Großer Preis von Berlin              | Schwer         | mit 352,5 kg, hinter Helmut Losch, 362,5 kg u. Peter Käks, DDR, 360 kg |
| 1975 | 3.    | Donau-Pokalturnier in Donaueschingen | Schwer         | mit 350 kg (155-195), hinter Walentin Christow, 402,5 kg (177,5-225) u. Jan Trnka, CSSR, 352,5 kg (150-202,5)                                                                                                  |
| 1975 | 1.    | EG-Pokalturnier in Maastricht        | Schwer         | mit 350 kg (152,5-197,5), vor Pierre Gourrier, Frankreich, 337,5 kg (150-187,5 u. Wolfgang Neyses, BRD, 332,5 kg (145-197,5)                                                                                   |
| 1975 | 7.    | WM + EM (6.) in Moskau               | Schwer         | mit 355 kg (155-200); Sieger: Walentin Christow, 417,5 kg (180-237,5) |
| 1976 | 1.    | EG-Pokalturnier in Brüssel           | Superschwer    | mit 360 kg (160-200), vor Strange, Großbritannien, 335 kg (150-185) |
| 1976 | 11.   | EM in Berlin (Ost)                   | Schwer         | mit 355 kg (155-200); Sieger: Walentin Christow, 415 kg (185-230) |

## WM + EM-Einzelmedaillen
- 1973: EM-Bronzemedaille im Stoßen

## Deutsche Meisterschaften
| Jahr | Platz | Gewichtsklasse | Ergebnis                                                                                       |
| 1972 | 5.    | Schwer         | mit 500 kg (147,5-152,5-200); Sieger: Rainer Dörrzapf, Mutterstadt, 532,5 kg (177,5-165-190)   |
| 1973 | 1.    | Schwer         | mit 347,5 kg, vor Günter Roersch, Frankfurter TG, 347,5 kg u. Horst Stöwhase, Berlin, 322,5 kg |
| 1974 | 1.    | Schwer         | mit 355 kg                                                                                     |
| 1975 | 1.    | Schwer         | mit 357,5 kg, vor Wolfgang Neyses, Trier, 350 kg u. Günter Drobing, Oberhausen, 335 kg         |
| 1976 | 1.    | Superschwer    | mit 332,5 kg, vor Horst Stöwhase, 332,5 kg u. Lutz Reichert, Berlin, 332,5 kg                  |

## Erläuterungen
- Wettkämpfe bis 1972 im olympischen Dreikampf (Drücken, Reißen und Stoßen), seit 1973 im Zweikampf (Reißen und Stoßen),
- Schwergewicht, damals bis 110 kg, Superschwergewicht, damals über 110 kg Körpergewicht,
- WM = Weltmeisterschaft, EM = Europameisterschaft